# Stazione di Remanzacco
Stazione di Remanzacco vasútállomás Olaszországban, Remanzacco településen.

## Vasútvonalak
Az állomást az alábbi vasútvonalak érintik:
- Udine-Cividale-vasútvonal

## Kapcsolódó állomások
A vasútállomáshoz az alábbi állomások vannak a legközelebb:
- Stazione di San Gottardo
- Stazione di Moimacco